# Das große Backen
Das große Backen (eigene Schreibweise: das GROSSE BACKEN) ist ein Backwettbewerb, der unter den Kandidaten den besten Hobbybäcker Deutschlands auswählt. Die TV-Show wird seit dem 1. Dezember 2013 von Sat.1 ausgestrahlt und basiert auf dem Showkonzept Bake Off, das erstmals im August 2010 im Vereinigten Königreich unter dem Titel The Great British Bake Off umgesetzt wurde.

## Konzept
Das Ziel der Sendung ist es, in einem Backwettbewerb den besten Hobbybäcker zu ermitteln. Durch Bewerbungen und Castings werden zehn Kandidaten für die Show gefunden, deren Anzahl in jeder Folge durch das Urteil der Jury reduziert wird. Während der ersten Staffel wurde die Bewerbungsphase ebenfalls im Fernsehen gezeigt.
In jeder Folge werden den Kandidaten mehrere Aufgaben gestellt. Diese müssen sie in einem Zelt auf dem Gelände eines Schlosses bestreiten. Bis zur sechsten Staffel wurde an Schloss Herzfelde in der brandenburgischen Uckermark gedreht. Seit der sechsten Staffel steht das Backzelt auf dem Gelände des Schloss Stülpe in Nuthe-Urstromtal, Brandenburg.
In der ersten und zweiten Staffel verlassen zwei Kandidaten und seit der dritten Staffel ein Kandidat am Ende der Folge die Sendung. Im Finale stehen schließlich vier (Staffel 1 und 2) bzw. drei Kandidaten (seit Staffel 3). Der Gewinner darf seine Lieblingsrezepte in einem Backbuch veröffentlichen, erhält 10.000 Euro und einen Pokal in Form eines goldenen „Cupcakes“.

## Mitwirkende
| Staffel/Ausgabe   | Jahr | Moderation             | Moderation             | Jury            | Jury                                  | Jury                   |
| ----------------- | ---- | ---------------------- | ---------------------- | --------------- | ------------------------------------- | ---------------------- |
| 1                 | 2013 | Britt Hagedorn         | Meltem Kaptan          | Christian Hümbs | Andrea Schirmaier-Huber               | Enie van de Meiklokjes |
| 2                 | 2014 | Enie van de Meiklokjes | Enie van de Meiklokjes | Christian Hümbs | Andrea Schirmaier-Huber               |                        |
| 3                 | 2015 | Enie van de Meiklokjes | Enie van de Meiklokjes | Christian Hümbs | Bettina „Betty“ Schliephake-Burchardt |                        |
| Osterspezial      | 2016 | Enie van de Meiklokjes | Enie van de Meiklokjes | Christian Hümbs | Bettina „Betty“ Schliephake-Burchardt |                        |
| 4                 | 2016 | Enie van de Meiklokjes | Enie van de Meiklokjes | Christian Hümbs | Bettina „Betty“ Schliephake-Burchardt |                        |
| Weihnachtsspezial | 2016 | Enie van de Meiklokjes | Enie van de Meiklokjes | Christian Hümbs | Bettina „Betty“ Schliephake-Burchardt |                        |
| Promi-Staffel 1   | 2017 | Enie van de Meiklokjes | Enie van de Meiklokjes | Christian Hümbs | Bettina „Betty“ Schliephake-Burchardt |                        |
| 5                 | 2017 | Annika Lau             | Annika Lau             | Christian Hümbs | Bettina „Betty“ Schliephake-Burchardt |                        |
| Promi-Staffel 2   | 2018 | Enie van de Meiklokjes | Enie van de Meiklokjes | Christian Hümbs | Bettina „Betty“ Schliephake-Burchardt |                        |
| 6                 | 2018 | Enie van de Meiklokjes | Enie van de Meiklokjes | Christian Hümbs | Bettina „Betty“ Schliephake-Burchardt |                        |
| Weihnachtsspezial | 2018 | Enie van de Meiklokjes | Enie van de Meiklokjes | Christian Hümbs | Bettina „Betty“ Schliephake-Burchardt |                        |
| Promi-Staffel 3   | 2019 | Enie van de Meiklokjes | Enie van de Meiklokjes | Christian Hümbs | Bettina „Betty“ Schliephake-Burchardt |                        |
| Profi-Staffel 1   | 2019 | Enie van de Meiklokjes | Enie van de Meiklokjes | Christian Hümbs | Bettina „Betty“ Schliephake-Burchardt | Günther Körffer        |
| 7                 | 2019 | Enie van de Meiklokjes | Enie van de Meiklokjes | Christian Hümbs | Bettina „Betty“ Schliephake-Burchardt |                        |
| Promi-Staffel 4   | 2020 | Enie van de Meiklokjes | Enie van de Meiklokjes | Christian Hümbs | Bettina „Betty“ Schliephake-Burchardt |                        |
| Profi-Staffel 2   | 2020 | Enie van de Meiklokjes | Enie van de Meiklokjes | Christian Hümbs | Bettina „Betty“ Schliephake-Burchardt | Günther Körffer        |
| 8                 | 2020 | Enie van de Meiklokjes | Enie van de Meiklokjes | Christian Hümbs | Bettina „Betty“ Schliephake-Burchardt |                        |
| Promi-Staffel 5   | 2021 | Enie van de Meiklokjes | Enie van de Meiklokjes | Christian Hümbs | Bettina „Betty“ Schliephake-Burchardt |                        |
| Profi-Staffel 3   | 2021 | Enie van de Meiklokjes | Enie van de Meiklokjes | Christian Hümbs | Bettina „Betty“ Schliephake-Burchardt | Günther Körffer        |
| 9                 | 2021 | Enie van de Meiklokjes | Enie van de Meiklokjes | Christian Hümbs | Bettina „Betty“ Schliephake-Burchardt |                        |
| Promi-Staffel 6   | 2022 | Enie van de Meiklokjes | Enie van de Meiklokjes | Christian Hümbs | Bettina „Betty“ Schliephake-Burchardt |                        |
| Profi-Staffel 4   | 2022 | Enie van de Meiklokjes | Enie van de Meiklokjes | Christian Hümbs | Bettina „Betty“ Schliephake-Burchardt | Günther Körffer        |
| 10                | 2022 | Enie van de Meiklokjes | Enie van de Meiklokjes | Christian Hümbs | Bettina „Betty“ Schliephake-Burchardt |                        |
| Promi-Staffel 7   | 2023 | Enie van de Meiklokjes | Enie van de Meiklokjes | Christian Hümbs | Bettina „Betty“ Schliephake-Burchardt |                        |
| Profi-Staffel 5   | 2023 | Enie van de Meiklokjes | Enie van de Meiklokjes | Christian Hümbs | Bettina „Betty“ Schliephake-Burchardt | Günther Körffer        |
| 11                | 2023 | Enie van de Meiklokjes | Enie van de Meiklokjes | Christian Hümbs | Bettina „Betty“ Schliephake-Burchardt |                        |
| Promi-Staffel 8   | 2024 | Enie van de Meiklokjes | Enie van de Meiklokjes | Christian Hümbs | Bettina „Betty“ Schliephake-Burchardt |                        |
| 12                | 2024 | Enie van de Meiklokjes | Enie van de Meiklokjes | Christian Hümbs | Bettina „Betty“ Schliephake-Burchardt |                        |
| Promi-Staffel 9   | 2025 | Enie van de Meiklokjes | Enie van de Meiklokjes | Christian Hümbs | Bettina „Betty“ Schliephake-Burchardt |                        |
| Profi-Staffel 6   | 2025 | Enie van de Meiklokjes | Enie van de Meiklokjes | Christian Hümbs | Bettina „Betty“ Schliephake-Burchardt | Günther Körffer        |
| 13                | 2025 | Enie van de Meiklokjes | Enie van de Meiklokjes | Christian Hümbs | Bettina „Betty“ Schliephake-Burchardt |                        |

## Staffeln

### Erste Staffel (2013)
Die erste vierteilige Staffel der Show wurde vom 1. bis zum 22. Dezember 2013 ausgestrahlt. Die Aufzeichnung der Staffel erfolgte bereits im August und September 2013. Moderiert wurde sie von Britt Hagedorn und Meltem Kaptan. Die Jury bestand aus Christian Hümbs, Andrea Schirmaier-Huber und Enie van de Meiklokjes. Deutschlands beste Hobbybäckerin wurde Heike Kahnt aus Scheeßel (Niedersachsen).

#### Teilnehmer
| Hobbybäcker der 1. Staffel | Hobbybäcker der 1. Staffel | Hobbybäcker der 1. Staffel | Hobbybäcker der 1. Staffel | Hobbybäcker der 1. Staffel                                         | Hobbybäcker der 1. Staffel |
| Platz                      | Teilnehmer/in              | Alter                      | Wohnort (Bundesland)       | Beruf                                                              | ausgeschieden in           |
| -------------------------- | -------------------------- | -------------------------- | -------------------------- | ------------------------------------------------------------------ | -------------------------- |
| 1                          | Heike Kahnt                | 46                         | Niedersachsen              | arbeitspädagogische Anleiterin                                     | Gewinnerin                 |
| 2                          | Christian                  | 37                         | Nordrhein-Westfalen        | Zahnarzt                                                           | Folge 4                    |
| 3                          | Bernd                      | 45                         | Nordrhein-Westfalen        | Diplom-Mathematiker                                                | Folge 4                    |
| 4                          | Daniel                     | 35                         | Berlin                     | Designer und Privatkoch                                            | Folge 4                    |
| 5                          | Indira                     | 27                         | Bayern                     | gelernte Fleischfachverkäuferin, arbeitet in einer Betriebskantine | Folge 3                    |
| 6                          | Sabrina                    | 28                         | Nordrhein-Westfalen        | Sozialarbeiterin und Studentin                                     | Folge 3                    |
| 7                          | Helga                      | 73                         | Nordrhein-Westfalen        | Hundebäckerin                                                      | Folge 2                    |
| 8                          | Ha                         | 31                         | Hamburg                    | Studentin                                                          | Folge 2                    |
| 9                          | Heike W.                   | 42                         | Bayern                     | gelernte Lackiererin und Hausfrau                                  | Folge 1                    |
| 10                         | Stephanie                  | 28                         | Hamburg                    | Fachkraft für Schutz und Sicherheit                                | Folge 1                    |

### Zweite Staffel (2014)
Die zweite vierteilige Staffel der Show wurde vom 26. November bis zum 17. Dezember 2014 ausgestrahlt. Die Aufzeichnung der Staffel erfolgte bereits im Juli und August 2014. Enie van de Meiklokjes, die im letzten Jahr Teil der Jury war, moderierte diesmal die zweite Staffel. Christian Hümbs und Andrea Schirmaier-Huber sind auch in der zweiten Staffel Teil der Jury. Jil Waxweiler aus Luxemburg wurde Deutschlands beste Hobbybäckerin.

#### Teilnehmer
| Hobbybäcker der 2. Staffel | Hobbybäcker der 2. Staffel | Hobbybäcker der 2. Staffel | Hobbybäcker der 2. Staffel | Hobbybäcker der 2. Staffel | Hobbybäcker der 2. Staffel |
| Platz                      | Teilnehmer/in              | Alter                      | Wohnort (Bundesland/Land)  | Beruf                      | ausgeschieden in           |
| -------------------------- | -------------------------- | -------------------------- | -------------------------- | -------------------------- | -------------------------- |
| 1                          | Jil Waxweiler              | 23                         | Luxemburg                  | Büroangestellte            | Gewinnerin                 |
| 2                          | Michael                    | 31                         | Hessen                     | Immobilienkaufmann         | Folge 4                    |
| 3                          | Alice                      | 27                         | Berlin                     | Studentin                  | Folge 4                    |
| 4                          | Maria                      | 48                         | Bayern                     | Verwaltungsangestellte     | Folge 4                    |
| 5                          | Maximillian                | 23                         | Bayern                     | Rezeptionist               | Folge 3                    |
| 6                          | Jana                       | 21                         | Rheinland-Pfalz            | Studentin                  | Folge 3                    |
| 7                          | Thomas „Tomm“              | 47                         | Baden-Württemberg          | Architekt                  | Folge 2                    |
| 8                          | Charleen                   | 27                         | Niedersachsen              | Hausfrau                   | Folge 2                    |
| 9                          | Martina                    | 36                         | Nordrhein-Westfalen        | Servicekraft, Visagistin   | Folge 1                    |
| 10                         | Ursula „Uschi“             | 62                         | Niederlande                | Künstlerin                 | Folge 1                    |

### Dritte Staffel (2015)
Die dritte Staffel der Show, die diesmal acht Folgen beinhaltete, wurde vom 20. September bis zum 8. November 2015 ausgestrahlt. Moderiert wurde die dritte Staffel erneut von Enie van de Meiklokjes. In der Jury waren neben dem bisherigen Jurymitglied Christian Hümbs erstmals die Tortendekorateurin Betty Schliephake-Burchardt. Deutschlands beste Hobbybäckerin wurde in dieser Staffel Monika Triebenbacher aus Benediktbeuern (Bayern).

#### Teilnehmer
| Hobbybäcker der 3. Staffel | Hobbybäcker der 3. Staffel | Hobbybäcker der 3. Staffel | Hobbybäcker der 3. Staffel | Hobbybäcker der 3. Staffel  | Hobbybäcker der 3. Staffel |
| Platz                      | Teilnehmer/in              | Alter                      | Wohnort (Bundesland/Land)  | Beruf                       | ausgeschieden in           |
| -------------------------- | -------------------------- | -------------------------- | -------------------------- | --------------------------- | -------------------------- |
| 1                          | Monika Triebenbacher       | 35                         | Bayern                     | Bürokauffrau                | Gewinnerin                 |
| 2/3                        | Matthias                   | 27                         | Niedersachsen              | Controller                  | Folge 8                    |
| 2/3                        | Daniela                    | 30                         | Niedersachsen              | Erzieherin                  | Folge 8                    |
| 4                          | Alegra                     | 28                         | Nordrhein-Westfalen        | Psychologiedozentin         | Folge 7                    |
| 5                          | My-Hien                    | 33                         | Schweiz                    | Controllerin                | Folge 6                    |
| 6                          | Özlem                      | 28                         | Niedersachsen              | Bürokauffrau                | Folge 5                    |
| 7                          | Kathy                      | 49                         | Rheinland-Pfalz            | Büroassistentin             | Folge 4                    |
| 8                          | Wetit                      | 32                         | Nordrhein-Westfalen        | Modestudent                 | Folge 3                    |
| 9                          | Jasmin                     | 27                         | Bayern                     | Arzthelferin                | Folge 2                    |
| 10                         | Stefan                     | 46                         | Rheinland-Pfalz            | Polizist und Fitnesstrainer | Folge 1                    |

### Vierte Staffel (2016)
Die vierte Staffel der Show, die erneut acht Folgen beinhaltete, wurde vom 11. September bis zum 30. Oktober 2016 ausgestrahlt. Die vierte Staffel wurde erneut von Enie van de Meiklokjes moderiert. Christian Hümbs war zum vierten Mal und Betty Schliephake-Burchardt war zum zweiten Mal Teil der Jury. In dieser Staffel wurde Agnes Linsen aus Niederkassel (Nordrhein-Westfalen) Deutschlands beste Hobbybäckerin.

#### Teilnehmer
| Hobbybäcker der 4. Staffel | Hobbybäcker der 4. Staffel | Hobbybäcker der 4. Staffel | Hobbybäcker der 4. Staffel | Hobbybäcker der 4. Staffel                | Hobbybäcker der 4. Staffel |
| Platz                      | Teilnehmer/in              | Alter                      | Wohnort (Bundesland/Land)  | Beruf                                     | ausgeschieden in           |
| -------------------------- | -------------------------- | -------------------------- | -------------------------- | ----------------------------------------- | -------------------------- |
| 1                          | Agnes Linsen               | 37                         | Nordrhein-Westfalen        | Friseurin                                 | Gewinnerin                 |
| 2/3                        | Julia                      | 26                         | Schleswig-Holstein         | Studentin                                 | Folge 8                    |
| 2/3                        | Sebastian                  | 33                         | Bayern                     | Technischer Leiter im Qualitätsmanagement | Folge 8                    |
| 4                          | Sabrina                    | 27                         | Baden-Württemberg          | Chemielaborantin                          | Folge 7                    |
| 5                          | Ebru                       | 29                         | Bremen                     | Hausfrau                                  | Folge 6                    |
| 6                          | Julie                      | 44                         | Berlin                     | Beamtin                                   | Folge 5                    |
| 7                          | Marion                     | 53                         | Nordrhein-Westfalen        | Hausfrau                                  | Folge 4                    |
| 8                          | Hans-Jürgen                | 67                         | Hessen                     | Rentner                                   | Folge 3                    |
| 9                          | Sarah                      | 31                         | Schweiz                    | Hausfrau                                  | Folge 2                    |
| 10                         | Nico                       | 40                         | Hessen                     | Grafik- und Web-Designer                  | Folge 1                    |

### Fünfte Staffel (2017)
Die fünfte Staffel der Show wurde seit dem 10. September 2017 ausgestrahlt. Sie wurde erstmals von Annika Lau moderiert, da Enie van de Meiklokjes nach der Geburt ihrer Zwillinge in die Elternzeit ging. Bettina Schliephake-Burchardt und Christian Hümbs waren erneut Mitglied der Jury. In dieser Staffel gewann Patrick Dörner-Mertens aus dem Westerwald. Er wurde bester Hobbybäcker 2017 und der erste männliche Gewinner in der Geschichte der Sendung. Mittlerweile hat er sein zweites Backbuch auf den Markt gebracht.

#### Teilnehmer
| Hobbybäcker der 5. Staffel | Hobbybäcker der 5. Staffel  | Hobbybäcker der 5. Staffel | Hobbybäcker der 5. Staffel | Hobbybäcker der 5. Staffel       | Hobbybäcker der 5. Staffel |
| Platz                      | Teilnehmer/in               | Alter                      | Wohnort (Bundesland/Land)  | Beruf                            | ausgeschieden in           |
| -------------------------- | --------------------------- | -------------------------- | -------------------------- | -------------------------------- | -------------------------- |
| 1                          | Patrick Dörner-Mertens      | 41                         | Rheinland-Pfalz            | Schreiner                        | Gewinner                   |
| 2                          | Bianca Wohlgemuth (Lackner) | 28                         | Österreich                 | Bürokauffrau                     | Finale (Folge 8)           |
| 3                          | Steven                      | 26                         | Niedersachsen              | Student (Medizin)                | Finale (Folge 8)           |
| 4                          | Kathrin „Katz“              | 31                         | Bayern                     | Maschinenbedienerin              | Folge 7                    |
| 5                          | Jasmine                     | 32                         | Nordrhein-Westfalen        | Sachbearbeiterin Kundenservice   | Folge 6                    |
| 6                          | Vesna                       | 41                         | Baden-Württemberg          | Schneiderin                      | Folge 5                    |
| 7                          | Serpil                      | 25                         | Hessen                     | Zahnmedizinische Fachangestellte | Folge 4                    |
| 8                          | Leon                        | 33                         | Bayern                     | Leitung Pflegedienst             | Folge 3                    |
| 9                          | Mia                         | 39                         | Hamburg                    | Hausfrau                         | Folge 2                    |
| 10                         | Angelika „Geli“             | 67                         | Nordrhein-Westfalen        | Hausfrau                         | Folge 1                    |

### Sechste Staffel (2018)
Die sechste Staffel der Show wurde seit dem 9. September 2018 ausgestrahlt. Die Moderation übernahm in dieser Staffel wieder
Enie van de Meiklokjes. Bettina Schliephake-Burchardt und Christian Hümbs waren erneut Mitglied der Jury. Das große Backzelt stand in dieser Staffel zum ersten Mal auf dem Gelände des Schloss Stülpe in Nuthe-Urstromtal, Brandenburg.

#### Teilnehmer
| Hobbybäcker der 6. Staffel | Hobbybäcker der 6. Staffel | Hobbybäcker der 6. Staffel | Hobbybäcker der 6. Staffel | Hobbybäcker der 6. Staffel  | Hobbybäcker der 6. Staffel |
| Platz                      | Teilnehmer/in              | Alter                      | Wohnort (Bundesland/Land)  | Beruf                       | ausgeschieden in           |
| -------------------------- | -------------------------- | -------------------------- | -------------------------- | --------------------------- | -------------------------- |
| 1                          | Susanne Breyer             | 30                         | Bayern                     | Online-Marketing-Managerin  | Gewinnerin                 |
| 2                          | Benjamin                   | 37                         | Bayern                     | Systemgastronom             | Finale                     |
| 3                          | Janet                      | 33                         | Niedersachsen              | Projektmanagerin            | Folge 8                    |
| 4                          | Lucille                    | 39                         | Nordrhein-Westfalen        | Modedesignerin              | Folge 7                    |
| 5                          | Barbara                    | 64                         | Hessen                     |                             | Folge 6                    |
| 6                          | Julien                     | 29                         | Schweiz                    | Fachkrankenpfleger          | Folge 5                    |
| 7                          | Michael                    | 27                         | Bayern                     | Verwaltungsbeamter          | Folge 4                    |
| 8                          | Andrea                     | 52                         | Bayern                     | Krankenschwester            | Folge 3                    |
| 9                          | Patrick                    | 26                         | Sachsen                    | Schüler                     | Folge 2                    |
| 10                         | Jasmin                     | 27                         | Nordrhein-Westfalen        | Friseurin und Foodbloggerin | Folge 1                    |

### Siebte Staffel (2019)
Die siebte Staffel der Show wurde vom 1. September bis zum 20. Oktober 2019 ausgestrahlt. Die Moderation übernahm in dieser Staffel wieder
Enie van de Meiklokjes. Bettina Schliephake-Burchardt und Christian Hümbs waren erneut Mitglied der Jury. Siegerin wurde Tamara „Tammy“ Westerfeld aus Mülheim an der Ruhr.

#### Teilnehmer
| Hobbybäcker der 7. Staffel | Hobbybäcker der 7. Staffel | Hobbybäcker der 7. Staffel | Hobbybäcker der 7. Staffel | Hobbybäcker der 7. Staffel | Hobbybäcker der 7. Staffel |
| Platz                      | Teilnehmer/in              | Alter                      | Wohnort                    | Beruf                      | ausgeschieden in           |
| -------------------------- | -------------------------- | -------------------------- | -------------------------- | -------------------------- | -------------------------- |
| 1                          | Tamara „Tammy“ Westerfeld  | 30                         | Mülheim an der Ruhr        | Sozialarbeiterin           | Gewinnerin                 |
| 2                          | Evelin Blum                | 24                         | Kirchberg                  | Studentin (Lehramt)        | Finale                     |
| 3                          | Thuy „Cane“ Gamalski       | 30                         | Berlin                     | Fitnesstrainerin           | Finale                     |
| 4                          | Steffen Kunz               | 43                         | Bisingen                   | Ingenieur                  | Folge 7                    |
| 5                          | Simone Gers                | 33                         | Bochum                     | Friseurin                  | Folge 6                    |
| 6                          | Tanja Braun                | 34                         | Sohren                     | Einzelhandelskauffrau      | Folge 5                    |
| 7                          | Ferhat                     | 29                         | Mönchengladbach            | Student                    | Folge 4                    |
| 8                          | Carolin Inkmann            | 40                         | Hünxe                      | Fremdsprachenassistentin   | Folge 3                    |
| 9                          | Claudia Fischer            | 52                         | Langwedel                  | Bürokauffrau               | Folge 2                    |
| 10                         | Julian Velte               | 25                         | Dautphetal                 | Landwirt                   | Folge 1                    |

### Achte Staffel (2020)
Die achte Staffel der Show wurde vom 1. November bis zum 20. Dezember 2020 ausgestrahlt. Die Moderation hat in dieser Staffel wieder Enie van de Meiklokjes übernommen. Bettina Schliephake-Burchardt und Christian Hümbs sind erneut Mitglied der Jury. Das Thema ist eine "süße Reise durch Europa", mit Spezialitäten aus Deutschlands Nachbarländern. Siegerin wurde Laura Bochinski aus Mülheim an der Ruhr.

#### Teilnehmer
| Hobbybäcker der 8. Staffel | Hobbybäcker der 8. Staffel | Hobbybäcker der 8. Staffel | Hobbybäcker der 8. Staffel | Hobbybäcker der 8. Staffel      | Hobbybäcker der 8. Staffel |
| Platz                      | Teilnehmer/in              | Alter                      | Wohnort                    | Beruf                           | ausgeschieden in           |
| -------------------------- | -------------------------- | -------------------------- | -------------------------- | ------------------------------- | -------------------------- |
| 1                          | Laura Bochinski            | 29                         | Mülheim an der Ruhr        | Personalmanagerin               | Gewinnerin                 |
| 2/3                        | Sara El Farhi              | 31                         | Castrop-Rauxel             | Visagistin                      | Finale (Folge 8)           |
| 2/3                        | Barbara Kargl              | 38                         | Lungau                     | Reisebusfahrerin                | Finale (Folge 8)           |
| 4                          | Jennifer Tippner           | 34                         | Schwarzenberg              | Kosmetikerin                    | Finale (Folge 8)           |
| 5                          | Steve Hauptvogel           | 34                         | Dresden                    | Operationstechnischer Assistent | Folge 6                    |
| 6                          | Dirk Peschke               | 45                         | Weinheim                   | Marketingberater                | Folge 5                    |
| 7                          | Christoph Kropp            | 31                         | Jena                       | Kunsthistoriker                 | Folge 4                    |
| 8                          | Shanya Chanmugaratnam      | 31                         | Solingen                   | Betriebswirtin                  | Folge 3                    |
| 9                          | Vanessa Scherbaum          | 23                         | Delmenhorst                | Lehramtsstudentin               | Folge 2                    |
| 10                         | Sylvia Fritz               | 46                         | Tann                       |                                 | Folge 1                    |

### Neunte Staffel (2021)
Die neunte Staffel der Show wurde vom 31. Oktober bis zum 19. Dezember 2021 ausgestrahlt. Die Moderation übernahm in dieser Staffel wieder
Enie van de Meiklokjes. Bettina Schliephake-Burchardt und Christian Hümbs waren erneut Mitglied der Jury.

#### Teilnehmer
| Hobbybäcker der 9. Staffel | Hobbybäcker der 9. Staffel | Hobbybäcker der 9. Staffel | Hobbybäcker der 9. Staffel | Hobbybäcker der 9. Staffel                       | Hobbybäcker der 9. Staffel |
| Platz                      | Teilnehmer/in              | Alter                      | Wohnort                    | Beruf                                            | ausgeschieden in           |
| -------------------------- | -------------------------- | -------------------------- | -------------------------- | ------------------------------------------------ | -------------------------- |
| 1                          | Hannes Güther              | 25                         | Erfurt                     | Student der Betriebswirtschaftslehre (Marketing) | Gewinner                   |
| 2                          | Julia Stanco               | 32                         | Odenthal                   | gelernte Speditionskauffrau                      | Finale (Folge 8)           |
| 3                          | Ramona Fuchs               | 27                         | Samerberg                  | gelernte Bankkauffrau                            | Finale (Folge 8)           |
| 4                          | Fares Ben Mdalla           | 28                         | Berlin                     | Betriebswirt                                     | Folge 7                    |
| 5                          | Daniel Moll                | 19                         | Dresden                    | Student der Molekularbiologie                    | Folge 6                    |
| 6                          | Lilia Lamparter            | 47                         | Nördlingen                 | gelernte Bürokauffrau                            | Folge 5                    |
| 7                          | Franziska Gust             | 40                         | Klausdorf (bei Stralsund)  | Werkstattpädagogin                               | Folge 4                    |
| 8                          | Jenny Do                   | 27                         | Groß-Zimmern               | Studentin der Pharmazie                          | Folge 3                    |
| 9                          | Franz Rudolf               | 61                         | Frankfurt am Main          |                                                  | Folge 2                    |
| 10                         | Tobias Stolz               | 44                         | Fellbach                   | Weinfachmann im Einzelhandel                     | Folge 1                    |

### Zehnte Staffel (2022)
Die zehnte Staffel der Show wurde vom 4. September bis zum 23. Oktober 2022 ausgestrahlt. Die Moderation übernahm in dieser Staffel wieder Enie van de Meiklokjes. Bettina Schliephake-Burchardt und Christian Hümbs sind erneut Mitglied der Jury. Enie van de Meiklokjes vertrat Bettina Schliephake-Burchardt in den ersten beiden Folgen auch als Jurorin, da diese krankheitsbedingt passen musste. Gastjuroren waren in Folge 1 Paul Hollywood, in Folge 2 der Brot-Sommelier Axel Schmitt, Folge 3 Tim Raue und Folge 4 Rebecca Mir. Raheem setzte sich im Finale gegen Caterina sowie zuletzt gegen Christa durch und wurde Bester Hobbybäcker der Jubiläumsstaffel 10.

#### Teilnehmer
| Hobbybäcker der 10. Staffel | Hobbybäcker der 10. Staffel | Hobbybäcker der 10. Staffel | Hobbybäcker der 10. Staffel | Hobbybäcker der 10. Staffel          | Hobbybäcker der 10. Staffel           |
| Platz                       | Teilnehmer/in               | Alter                       | Wohnort                     | Beruf                                | ausgeschieden in                      |
| --------------------------- | --------------------------- | --------------------------- | --------------------------- | ------------------------------------ | ------------------------------------- |
| 1                           | Raheem Haidar               | 31                          | Hannover                    | Jura-Absolvent                       | Gewinner                              |
| 2                           | Christa Gehring             | 28                          | Immenstadt                  | Disponentin                          | Zweitplatzierte                       |
| 3                           | Caterina Barretta           | 28                          | Geislingen an der Steige    | Kundenmanagerin                      | vor der finalen Aufgabe ausgeschieden |
| 4                           | Dörte Thie                  | 61                          | Blankenfelde-Mahlow         | Zahntechnikerin                      | Folge 7                               |
| 5                           | Nina Ries                   | 49                          | Mülheim an der Ruhr         | Flugbegleiterin                      | Folge 6                               |
| 6                           | Stefanie Schönet            | 42                          | Bocholt                     | Bankkauffrau                         | Folge 5                               |
| 7                           | Christian Spindler          | 47                          | Werneck                     | Vollstreckungsbeamter im Außendienst | Folge 4                               |
| 8                           | Raiko Kiesler               | 44                          | Waldfeucht                  | Sporttrainer und Schwimmlehrer       | Folge 3                               |
| 9                           | Anje Fiedler                | 43                          | Lindholz                    | Kosmetikerin                         | Folge 2                               |
| 10                          | Anja Rump                   | 37                          | Ruppichteroth               | Hausfrau und Minijobberin            | Folge 1                               |

### Elfte Staffel (2023)
Die elfte Staffel der Show wurde ab dem 30. August 2023 ausgestrahlt. Die Moderation übernahm in dieser Staffel wie gewohnt Enie van de Meiklokjes. Bettina Schliephake-Burchardt und Christian Hümbs waren abermals Mitglied der Jury. 10 Teilnehmer treten gegeneinander an.

#### Teilnehmer
| Hobbybäcker der 11. Staffel | Hobbybäcker der 11. Staffel | Hobbybäcker der 11. Staffel | Hobbybäcker der 11. Staffel | Hobbybäcker der 11. Staffel | Hobbybäcker der 11. Staffel               |
| Platz                       | Teilnehmer/in               | Alter                       | Wohnort                     | Beruf                       | ausgeschieden in                          |
| --------------------------- | --------------------------- | --------------------------- | --------------------------- | --------------------------- | ----------------------------------------- |
| 1                           | Monika                      | 32                          | Chamerau                    | Krankenschwester            | Gewinnerin                                |
| 2                           | Erika                       | 21                          | Neudorf                     | Auszubildende               | belegt im Finale Platz 2                  |
| 3                           | Sandra                      | 37                          | Rheinberg                   | Sachbearbeiterin            | belegt im Finale Platz 3                  |
| 4                           | Theodor                     | 43                          | Bad Bellingen               | Education Manager           | ausgeschieden nach der 2. Runde im Finale |
| 5                           | Tom                         | 21                          | Kirchheim                   | Student                     | Folge 7                                   |
| 6                           | Katharina                   | 36                          | Lippstadt                   | Hausfrau                    | Folge 6                                   |
| 7                           | Thomas                      | 44                          | München                     | Patentprüfer                | Folge 5                                   |
| 8                           | Isabel                      | 32                          | Berlin                      | Verwaltungsfachangestellte  | Folge 4                                   |
| 9                           | Sabine                      | 64                          | Reinheim                    | Rentnerin                   | Folge 3                                   |
| 10                          | Isabella                    | 21                          | Hannover                    | Regionsinspektorin          | Folge 1                                   |

### Zwölfte Staffel (2024)
Die zwölfe Staffel der Show wurde ab dem 28. August 2024 ausgestrahlt. Die Moderation übernahm in dieser Staffel erneut Enie van de Meiklokjes. Bettina Schliephake-Burchardt und Christian Hümbs waren wieder Mitglied der Jury.

#### Teilnehmer
| Hobbybäcker der 12. Staffel | Hobbybäcker der 12. Staffel | Hobbybäcker der 12. Staffel | Hobbybäcker der 12. Staffel      | Hobbybäcker der 12. Staffel           | Hobbybäcker der 12. Staffel |
| Platz                       | Teilnehmer/in               | Alter                       | Wohnort                          | Beruf                                 | ausgeschieden in            |
| --------------------------- | --------------------------- | --------------------------- | -------------------------------- | ------------------------------------- | --------------------------- |
| 1                           | Patrick                     | 20                          | Lathen                           | Bankkaufmann                          | Gewinner                    |
| 2                           | Anna-Lisa                   | 21                          | Reichertshausen                  | Pharmazeutisch-technische-Assistentin | Folge 8 Finale              |
| 3                           | Sibylle                     | 36                          | Langenberg (Raschau-Markersbach) | Gynäkologin                           | Folge 8                     |
| 4                           | Sandra                      | 36                          | Emmingen-Liptingen               |                                       | Folge 7                     |
| 5                           | Samuel                      | 25                          | Frankfurt am Main                |                                       | Folge 6                     |
| 6                           | Fabian                      | 31                          | Friedberg                        | Account Manager                       | Folge 5                     |
| 7                           | Lydia                       | 29                          | Heilbronn                        | Bankkauffrau                          | Folge 4                     |
| 8                           | Sonja                       | 54                          | Bad Iburg                        | Pflegerin                             | Folge 3                     |
| 9                           | Vanessa                     | 23                          | Lüneburg                         | Lehramtsstudentin                     | Folge 2                     |
| 10                          | Florian                     | 36                          | Konzell                          | Fertigungsmitarbeiter                 | Folge 1                     |

### Dreizehnte Staffel (2025)
Die dreizehnte Staffel der Show wird seit dem 13. August 2025 ausgestrahlt. Die Moderation übernimmt erneut Enie van de Meiklokjes. Bettina Schliephake-Burchardt und Christian Hümbs bilden wie gewohnt die Jury.

#### Teilnehmer
| Hobbybäcker der 13. Staffel | Hobbybäcker der 13. Staffel | Hobbybäcker der 13. Staffel | Hobbybäcker der 13. Staffel | Hobbybäcker der 13. Staffel | Hobbybäcker der 13. Staffel |
| Platz                       | Teilnehmer/in               | Alter                       | Wohnort                     | Beruf                       | ausgeschieden in            |
| --------------------------- | --------------------------- | --------------------------- | --------------------------- | --------------------------- | --------------------------- |
|                             | Charlotte                   | 20                          | Koblenz                     | Studentin                   |                             |
|                             | Christian                   | 24                          | Schwanewede                 | Student                     |                             |
|                             | Christian-Johannes          | 40                          | Haiger                      | Theologe                    |                             |
|                             | Gisela                      | 61                          | Uplengen                    | Rentnerin                   |                             |
|                             | Jacqueline                  | 37                          | Binningen                   | Kindergartenlehrperson      |                             |
|                             | Janina                      | 34                          | Barleben                    | Hotelfachfrau               |                             |
|                             | Magdalena                   | 44                          | Bernau                      | Erzieherin                  |                             |
|                             | Monika                      | 42                          | Hainburg                    | Lehrerin                    |                             |
|                             | Rouven                      | 20                          | Huttwil                     |                             |                             |
|                             | Simon                       | 35                          | Hanau                       | Bankkaufmann                |                             |
| 11                          | Serena                      | 23                          | Landshut                    | Studentin                   | Folge 2                     |
| 12                          | Felix                       | 23                          | Hürth                       | Student                     | Folge 1                     |

## Spezialfolgen
Am 30. März 2016 wurde eine Spezialfolge mit dem Titel „Das große Promibacken – Osterspezial“ ausgestrahlt. Das Konzept gleicht der regulären Version, jedoch nehmen sechs Prominente an der Show teil. Das Preisgeld in Höhe von 5000 Euro wird wohltätigen Organisationen gespendet. Moderiert wurde die Folge von Enie van de Meiklokjes und die Bewertungen führten Bettina Schliephake-Burchardt und Christian Hümbs durch. Die Teilnehmer waren Sonya Kraus, Motsi Mabuse, Jo Weil, Natascha Ochsenknecht, Marlene Lufen und Rolf Scheider. Deutschlands beste Promi-Hobbybäckerin 2016 wurde Sonya Kraus.
Am 30. November 2016 wurde erneut eine Spezialfolge mit sechs Prominenten ausgestrahlt. In „Das große Promibacken – Weihnachtsspezial“ nahmen Désirée Nick, Sophia Wollersheim, Bürger Lars Dietrich, Thomas Rath, Jochen Bendel und Jana Ina Zarrella teil. Die Moderation übernahm erneut Enie van de Meiklokjes und die Jury bestand aus Bettina Schliephake-Burchardt und Christian Hümbs. Deutschlands bester prominenter Hobbybäcker wurde Jochen Bendel.
Im Dezember 2018 wurde ein Weihnachtsspecial ausgestrahlt, bei dem die ehemaligen prominenten Gewinner Jochen Bendel, Janine Kunze, Sonya Kraus und Sarah Lombardi noch einmal gegeneinander antraten. Siegerin wurde Janine Kunze.

## Prominenten-Staffeln

### Erste Staffel (2017)
Die erste Prominenten-Staffel der Show, die vier Folgen beinhaltete, wurde vom 12. April bis zum 3. Mai 2017 unter dem Titel Das große Backen – Promispezial ausgestrahlt. Die Show wurde von Enie van de Meiklokjes moderiert. Christian Hümbs und Betty Schliephake-Burchardt nahmen die Rolle der Jury an. Deutschlands beste prominente Hobbybäckerin wurde Janine Kunze. Das Preisgeld in Höhe von 10.000 Euro wurde an wohltätige Organisationen gespendet.

#### Teilnehmer
| Promi-Hobbybäcker der 1. Staffel | Promi-Hobbybäcker der 1. Staffel | Promi-Hobbybäcker der 1. Staffel                       | Promi-Hobbybäcker der 1. Staffel |
| Platz                            | Teilnehmer/in                    | Bekannt als                                            | ausgeschieden in                 |
| -------------------------------- | -------------------------------- | ------------------------------------------------------ | -------------------------------- |
| 1                                | Janine Kunze                     | Schauspielerin und Moderatorin                         | Gewinnerin                       |
| 2/3                              | David Odonkor                    | Fußballspieler                                         | Folge 4                          |
| 2/3                              | Ralph Morgenstern                | Moderator und Schauspieler                             | Folge 4                          |
| 4                                | Melanie Müller                   | Reality-TV-Darstellerin                                | Folge 4                          |
| 5/6                              | Felix von Jascheroff             | Schauspieler (Gute Zeiten, schlechte Zeiten)           | Folge 3                          |
| 5/6                              | Lars Riedel                      | Diskuswerfer, Olympiasieger und fünffacher Weltmeister | Folge 3                          |
| 7                                | Manon Straché                    | Schauspielerin (Lindenstraße)                          | Folge 2                          |
| 8                                | Sıla Şahin                       | Schauspielerin (Gute Zeiten, schlechte Zeiten)         | Folge 1                          |

### Zweite Staffel (2018)
Die zweite Prominenten-Staffel der Show, die erneut vier Folgen beinhaltete, wurde vom 21. Februar bis zum 14. März 2018 unter dem Titel Das große Promibacken ausgestrahlt. Die Staffel wurde erneut von Enie van de Meiklokjes moderiert. Christian Hümbs und Betty Schliephake-Burchardt nehmen erneut die Rolle der Jury an. Das Preisgeld in Höhe von 10.000 Euro wird an wohltätige Organisationen gespendet.

#### Teilnehmer
| Promi-Hobbybäcker der 2. Staffel | Promi-Hobbybäcker der 2. Staffel | Promi-Hobbybäcker der 2. Staffel                              | Promi-Hobbybäcker der 2. Staffel |
| Platz                            | Teilnehmer/in                    | Bekannt als                                                   | ausgeschieden in                 |
| -------------------------------- | -------------------------------- | ------------------------------------------------------------- | -------------------------------- |
| 1                                | Sarah Lombardi                   | Sängerin und Teilnehmerin bei Deutschland sucht den Superstar | Gewinnerin                       |
| 2/3                              | Julius Brink                     | Beachvolleyballspieler, Olympiasieger                         | Folge 4                          |
| 2/3                              | Manuel Cortez                    | Schauspieler                                                  | Folge 4                          |
| 4                                | Anni Friesinger-Postma           | Eisschnellläuferin, Olympiasiegerin                           | Folge 4                          |
| 5/6                              | Sonja Kirchberger                | Schauspielerin                                                | Folge 3                          |
| 5/6                              | Martin Schneider                 | Schauspieler und Komiker                                      | Folge 3                          |
| 7                                | Patrick Lindner                  | Schlagersänger                                                | Folge 2                          |
| 8                                | Andrea Kiewel                    | Moderatorin (ZDF-Fernsehgarten)                               | Folge 1                          |

### Staffel 3 (2019)
Die dritte Staffel, welche erstmals 6 Folgen beinhaltet, wurde vom 13. Februar bis zum 20. März 2019 erneut unter dem Titel Das große Promibacken ausgestrahlt.

#### Teilnehmer
| Promi-Hobbybäcker der 3. Staffel | Promi-Hobbybäcker der 3. Staffel | Promi-Hobbybäcker der 3. Staffel | Promi-Hobbybäcker der 3. Staffel |
| Platz                            | Teilnehmer/in                    | Bekannt als                      | ausgeschieden in                 |
| -------------------------------- | -------------------------------- | -------------------------------- | -------------------------------- |
| 1                                | Evi Sachenbacher-Stehle          | Biathletin, Olympiasiegerin      | Gewinnerin                       |
| 2                                | Jasmin Wagner                    | Sängerin                         | Folge 6                          |
| 3                                | Ingolf Lück                      | Komiker                          | Folge 6                          |
| 4                                | Sami Slimani                     | Webvideo-Produzent, Moderator    | Folge 5                          |
| 5                                | Gil Ofarim                       | Sänger, Gitarrist                | Folge 4                          |
| 6                                | Marijke Amado                    | Moderatorin                      | Folge 3                          |
| 7                                | Axel Schulz                      | Boxer                            | Folge 2                          |
| 8                                | Fernanda Brandão                 | Sängerin, Moderatorin, Tänzerin  | Folge 1                          |

### Staffel 4 (2020)
Die vierte Staffel startete am 12. Februar. In der 5. Folge musste erstmals in der Geschichte der Sendung keiner der Kandidaten die Sendung verlassen. So standen vier Prominente im Finale der Staffel.

#### Teilnehmer
| Promi-Hobbybäcker der 4. Staffel | Promi-Hobbybäcker der 4. Staffel | Promi-Hobbybäcker der 4. Staffel | Promi-Hobbybäcker der 4. Staffel |
| Platz                            | Teilnehmer/in                    | Bekannt als                      | ausgeschieden in                 |
| -------------------------------- | -------------------------------- | -------------------------------- | -------------------------------- |
| 1                                | Rebecca Mir                      | Model, Moderatorin               | Gewinnerin                       |
| 2/3                              | Angelina Heger                   | Reality-TV-Teilnehmerin          | Folge 6                          |
| 2/3                              | Raphaël Vogt                     | Schauspieler                     | Folge 6                          |
| 4                                | Ross Antony                      | Sänger, Moderator, Entertainer   | Folge 6                          |
| 5                                | Ulla Kock am Brink               | Moderatorin                      | Folge 4                          |
| 6                                | Stefanie Hertel                  | Schlagersängerin, Moderatorin    | Folge 3                          |
| 7                                | Massimo Sinató                   | Profitänzer bei Let’s Dance      | Folge 2                          |
| 8                                | Kevin Kuske                      | Bobsportler                      | Folge 1                          |

### Staffel 5 (2021)
Die fünfte Staffel wurde vom 17. Februar bis zum 24. März 2021 ausgestrahlt. Der Titel ging zum fünften Mal in Folge an eine Hobbybäckerin.

#### Teilnehmer
| Promi-Hobbybäcker der 5. Staffel | Promi-Hobbybäcker der 5. Staffel | Promi-Hobbybäcker der 5. Staffel                               | Promi-Hobbybäcker der 5. Staffel |
| Platz                            | Teilnehmer/in                    | Bekannt als                                                    | ausgeschieden in                 |
| -------------------------------- | -------------------------------- | -------------------------------------------------------------- | -------------------------------- |
| 1                                | Franziska Knuppe                 | Model                                                          | Gewinnerin                       |
| 2/3                              | Daniel Boschmann                 | Moderator                                                      | Folge 6                          |
| 2/3                              | Pascal Hens                      | Handballspieler                                                | Folge 6                          |
| 4                                | Jürgen Milski                    | Reality-TV-Teilnehmer, Sänger                                  | Folge 5                          |
| 5                                | Ekaterina Leonova                | Profitänzerin bei Let’s Dance                                  | Folge 4                          |
| 6                                | Luca Hänni                       | Sänger, Sieger von Deutschland sucht den Superstar (Staffel 9) | Folge 3                          |
| 7                                | Mirja du Mont                    | Model                                                          | Folge 2                          |
| 8                                | Barbara Wussow                   | Schauspielerin                                                 | Folge 1                          |

### Staffel 6 (2022)
Die sechste Staffel wurde vom 12. Januar bis zum 16. Februar 2022 ausgestrahlt.

#### Teilnehmer
| Promi-Hobbybäcker der 6. Staffel | Promi-Hobbybäcker der 6. Staffel | Promi-Hobbybäcker der 6. Staffel | Promi-Hobbybäcker der 6. Staffel |
| Platz                            | Teilnehmer/in                    | Bekannt als                      | ausgeschieden in                 |
| -------------------------------- | -------------------------------- | -------------------------------- | -------------------------------- |
| 1                                | Sarah Harrison                   | Influencerin                     | Gewinnerin                       |
| 2                                | Faisal Kawusi                    | Comedian                         | Folge 6                          |
| 3                                | Detlef Soost                     | Fitnesscoach, Tänzer, Choreograf | Folge 6                          |
| 4                                | Natalia Avelon                   | Schauspielerin, Sängerin         | Folge 5                          |
| 5                                | Jenny Elvers                     | Moderatorin, Schauspielerin      | Folge 4                          |
| 6                                | Hardy Krüger jr.                 | Schauspieler                     | Folge 3                          |
| 7                                | Sven Ottke                       | Profiboxer                       | Folge 2                          |
| 8                                | Evelyn Burdecki                  | Reality-TV-Teilnehmerin          | Folge 1                          |

### Staffel 7 (2023)
Staffel 7 wurde vom 11. Januar bis zum 15. Februar 2023 ausgestrahlt.

#### Teilnehmer
| Promi-Hobbybäcker der 7. Staffel | Promi-Hobbybäcker der 7. Staffel | Promi-Hobbybäcker der 7. Staffel                       | Promi-Hobbybäcker der 7. Staffel |
| Platz                            | Teilnehmer/in                    | Bekannt als                                            | ausgeschieden in                 |
| -------------------------------- | -------------------------------- | ------------------------------------------------------ | -------------------------------- |
| 1                                | Kai Schumann                     | Schauspieler                                           | Gewinner                         |
| 2/3                              | Philipp Boy                      | Kunstturner                                            | Folge 6                          |
| 2/3                              | Jochen Schropp                   | Moderator, Schauspieler                                | Folge 6                          |
| 4                                | Sabrina Mockenhaupt-Gregor       | Langstreckenläuferin                                   | Folge 5                          |
| 5                                | Caroline Beil                    | Moderatorin, Schauspielerin                            | Folge 4                          |
| 6                                | Nicole Jäger                     | Komikerin, Autorin                                     | Folge 3                          |
| 7                                | Gerit Kling                      | Schauspielerin                                         | Folge 2                          |
| 8                                | Joey Heindle                     | Sänger, Teilnehmer bei Deutschland sucht den Superstar | Folge 1                          |

### Staffel 8 (2024)
Staffel 8 wurde vom 14. Februar bis 20. März 2024 auf Sat.1 ausgestrahlt.

#### Teilnehmer
| Promi-Hobbybäcker der 8. Staffel | Promi-Hobbybäcker der 8. Staffel | Promi-Hobbybäcker der 8. Staffel                                     | Promi-Hobbybäcker der 8. Staffel |
| Platz                            | Teilnehmer/in                    | Bekannt als                                                          | ausgeschieden in                 |
| -------------------------------- | -------------------------------- | -------------------------------------------------------------------- | -------------------------------- |
| 1                                | Madita van Hülsen                | Moderatorin                                                          | Gewinnerin                       |
| 2                                | Susan Sideropoulos               | Schauspielerin, Moderatorin                                          | Folge 6                          |
| 3                                | Mathias Mester                   | Leichtathlet                                                         | Folge 6                          |
| 4                                | Alexandra Rietz                  | Polizeioberkommissarin, Darstellerin bei K11 – Kommissare im Einsatz | Folge 5                          |
| 5                                | Raúl Richter                     | Schauspieler                                                         | Folge 4                          |
| 6                                | Julian F. M. Stoeckel            | Entertainer, Moderator, Reality-TV-Teilnehmer                        | Folge 3                          |
| 7                                | Simon Gosejohann                 | Schauspieler, Moderator, Komiker                                     | Folge 2                          |
| 8                                | Panagiota Petridou               | Moderatorin                                                          | Folge 1                          |

### Staffel 9 (2025)
Staffel 9 wurde vom 19. Februar bis 2. April 2025 auf Sat.1 ausgestrahlt. Mit zehn Prominenten hatte diese Staffel zwei Teilnehmer mehr als die vorigen. In der 4. Folge entschied die Jury, niemanden gehen zu lassen, nachdem Bruce Darnell aufgrund einer Schnittverletzung die dritte Aufgabe nicht absolvieren konnte.

#### Teilnehmer
| Promi-Hobbybäcker der 9. Staffel | Promi-Hobbybäcker der 9. Staffel | Promi-Hobbybäcker der 9. Staffel          | Promi-Hobbybäcker der 9. Staffel                   |
| Platz                            | Teilnehmer/in                    | Bekannt als                               | ausgeschieden in                                   |
| -------------------------------- | -------------------------------- | ----------------------------------------- | -------------------------------------------------- |
| 1                                | Amira Aly                        | Moderatorin und Podcasterin               | Gewinnerin                                         |
| 2                                | Manuela Wisbeck                  | Schauspielerin                            | Folge 8                                            |
| 3                                | Senna Gammour                    | Sängerin, früher Monrose                  | Folge 8                                            |
| 4                                | Pierre Littbarski                | Fußballspieler und -trainer               | Folge 7                                            |
| 5                                | Vincent Gross                    | Sänger                                    | Folge 6                                            |
| 6                                | Nadine Angerer                   | Ex-Torhüterin und Fußball-Europameisterin | Folge 5                                            |
| 7                                | Bruce Darnell                    | Laufstegcoach und Choreograf              | stieg verletzungsbedingt zu Beginn von Folge 5 aus |
| 8                                | Steffen Groth                    | Schauspieler und Synchronsprecher         | Folge 3                                            |
| 9                                | Maxi Gstettenbauer               | Stand-up-Comedian                         | Folge 2                                            |
| 10                               | Ella Endlich                     | Schlagersängerin                          | Folge 1                                            |

## Profi-Staffeln
Unter dem Titel Das große Backen – Die Crème de la Crème wurde ein Ableger der Show gedreht, in der Meisterbäcker gegeneinander antreten. In Staffeln 1 bis 5 kämpften Teams gegeneinander, während ab Staffel 6 die Teilnehmer alleine antraten.

### Erste Staffel (2019)
| Profi-Teams der 1. Staffel | Profi-Teams der 1. Staffel               | Profi-Teams der 1. Staffel | Profi-Teams der 1. Staffel | Profi-Teams der 1. Staffel |
| Platz                      | Team                                     | Alter                      | Wohnort (Bundesland)       | ausgeschieden in           |
| -------------------------- | ---------------------------------------- | -------------------------- | -------------------------- | -------------------------- |
| 1                          | Team Gelb Tamara Seidenglanz & Max Wittl | 25 & 23                    | Bayern                     | Gewinner                   |
| 2                          | Team Grün Miriam & Sven                  | 29 & 35                    | Baden-Württemberg          | Folge 4                    |
| 3                          | Team Lila Sarah & Vera                   | 32 & 33                    | Sachsen & Rheinland-Pfalz  | Folge 4                    |
| 4                          | Team Blau Riccarda & Christina           | 26 & 28                    | Brandenburg                | Folge 3                    |
| 5                          | Team Schwarz Isabella & Jessica          | 56 & 27                    | Nordrhein-Westfalen        | Folge 2                    |
| 6                          | Team Rot Cosima & Martin                 | 29 & 28                    | Berlin                     | Folge 1                    |

### Zweite Staffel (2020)
| Profi-Teams der 2. Staffel | Profi-Teams der 2. Staffel    | Profi-Teams der 2. Staffel              | Profi-Teams der 2. Staffel |
| Platz                      | Team                          | Wohnort (Bundesland/Land)               | ausgeschieden in           |
| -------------------------- | ----------------------------- | --------------------------------------- | -------------------------- |
| 1                          | Team Schwarz Sibylle & Regina | Hessen & Bayern                         | Gewinner                   |
| 2                          | Team Rot Roman & Oliver       | Baden-Württemberg                       | Folge 4                    |
| 3                          | Team Grün Johannes & Michael  | Wien, Österreich                        | Folge 4                    |
| 4                          | Team Lila Inga & Michael      |                                         | Folge 3                    |
| 5                          | Team Gelb Fabian & Joachim    | Baden-Württemberg                       | Folge 2                    |
| 6                          | Team Blau Emily & Leonie      | Baden-Württemberg & Nordrhein-Westfalen | Folge 1                    |

### Dritte Staffel (2021)
| Profi-Teams der 3. Staffel | Profi-Teams der 3. Staffel        | Profi-Teams der 3. Staffel   | Profi-Teams der 3. Staffel |
| Platz                      | Team                              | Wohnort (Bundesland/Land)    | ausgeschieden in           |
| -------------------------- | --------------------------------- | ---------------------------- | -------------------------- |
| 1                          | Team Gelb Oliver & Helmut         | Südtirol, Italien            | Gewinner                   |
| 2                          | Team Lila Anne & Katja            | Berlin                       | Folge 4                    |
| 3                          | Team Schwarz Alexander G. & Robin | Nordrhein-Westfalen          | Folge 4                    |
| 4                          | Team Grün Alexander S. & Veronika | Rheinland-Pfalz              | Folge 3                    |
| 5                          | Team Rot Dominik & Lena           | Baden-Württemberg            | Folge 2                    |
| 6                          | Team Blau Angelika & Manfred      | Niederösterreich, Österreich | Folge 1                    |

### Vierte Staffel (2022)
| Profi-Teams der 4. Staffel | Profi-Teams der 4. Staffel                      | Profi-Teams der 4. Staffel                                | Profi-Teams der 4. Staffel |
| Platz                      | Team                                            | Wohnort                                                   | ausgeschieden in           |
| -------------------------- | ----------------------------------------------- | --------------------------------------------------------- | -------------------------- |
| 1                          | Team Schwarz Natalie Stebbing & Michael Klein   | Wien & Gmunden, Österreich                                | Gewinner                   |
| 2                          | Team Gelb Janosch Ladensack & Richard Steinmann | Weimar, Thüringen & Saarbrücken, Saarland                 | Folge 4                    |
| 3                          | Team Rot Annica Bergemann & Max-Toby Welke      | Landau, Rheinland-Pfalz/Frankfurt am Main, Hessen         | Folge 4                    |
| 4                          | Team Blau Katrin Naas & Stefan Pauly            | Ehingen & Esslingen, Baden-Württemberg                    | Folge 3                    |
| 5                          | Team Grün Fatmanur Kılıç & Nicole Tschürtz      | Nordrhein-Westfalen & Helmstadt-Bargen, Baden-Württemberg | Folge 2                    |
| 6                          | Team Lila Leona Ostendorf & Jan Klüver          | Uetersen, Schleswig-Holstein                              | Folge 1                    |

### Fünfte Staffel (2023)
| Profi-Teams der 5. Staffel | Profi-Teams der 5. Staffel                             | Profi-Teams der 5. Staffel | Profi-Teams der 5. Staffel                  | Profi-Teams der 5. Staffel                                                   |
| Platz                      | Team                                                   | Alter                      | Wohnort                                     | ausgeschieden in                                                             |
| -------------------------- | ------------------------------------------------------ | -------------------------- | ------------------------------------------- | ---------------------------------------------------------------------------- |
| 1                          | Team Rot Lisa Kreckel & Annika Weiser                  | 27 & 27                    | Gießen & Weilmünster, Hessen                | Gewinnerinnen                                                                |
| 2                          | Team Blau Santa Thiel & Tim Schwengel                  | 31 & 35                    | Löhne & Bad Oeynhausen, Nordrhein-Westfalen | Folge 4                                                                      |
| 3                          | Team Grün Bianca Lackner-Wohlgemuth & Michaela Thaller | 34 & 31                    | Lieboch & Großwilfersdorf, Österreich       | Folge 3                                                                      |
| 4                          | Team Lila Sarah Jahn & Martin Moser                    | 22 & 20                    | Wien, Österreich                            | krankheitsbedingt in Folge 3; erhielten Wildcard für kommende Staffel (2024) |
| 5                          | Team Gelb Rita Reinecke (26) & Johannes Dhein (26)     | 26 & 26                    | Zwenkau & Argenthal, Rheinland-Pfalz        | Folge 2                                                                      |
| 6                          | Team Schwarz Marcel Seeger (58) & Michael Nieten (53)  | 58 & 53                    | Nettetal & Kleve, Nordrhein-Westfalen       | Folge 1                                                                      |

### Sechste Staffel (2025)
| Profi-Bäcker der 6. Staffel | Profi-Bäcker der 6. Staffel | Profi-Bäcker der 6. Staffel | Profi-Bäcker der 6. Staffel | Profi-Bäcker der 6. Staffel |
| Platz                       | Teilnehmer/in               | Alter                       | Wohnort                     | ausgeschieden in            |
| --------------------------- | --------------------------- | --------------------------- | --------------------------- | --------------------------- |
| 1                           | Rowena                      | 28                          | Koblenz                     | Gewinnerin                  |
| 2                           | Benjamin                    | 29                          | Südtirol                    | Folge 6                     |
| 3                           | Theresa                     | 32                          | Münsterland                 | Folge 6                     |
| 4                           | Carolin                     | 32                          | Lübeck                      | Folge 5                     |
| 5                           | Valentina                   | 19                          | Wien                        | Folge 4                     |
| 6                           | Larissa                     | 27                          | Bernkastel-Kues             | Folge 3                     |
| 7                           | Jennifer                    | 39                          | Merkendorf                  | Folge 2                     |
| 8                           | Joana                       | 26                          | Wolfenbüttel                | Folge 1                     |

## Einschaltquoten
Staffeln
| Staffel | Folgen | Sendeplatz                  | Staffelpremiere                       | Staffelfinale                         | Zuschauer | Zuschauer       | Marktanteil | Marktanteil     |
| Staffel | Folgen | Sendeplatz                  | Staffelpremiere                       | Staffelfinale                         | Gesamt    | 14 bis 49 Jahre | Gesamt      | 14 bis 49 Jahre |
| ------- | ------ | --------------------------- | ------------------------------------- | ------------------------------------- | --------- | --------------- | ----------- | --------------- |
| 1       | 4      | Sonntag, 18:00 – 19:55 Uhr  | 1. Dez. 2013                          | 22. Dez. 2013                         | 2,04 Mio. |                 |             | 11,9 %          |
| 2       | 4      | Mittwoch, 20:15 – 22:30 Uhr | 26. Nov. 2014                         | 17. Dez. 2014                         | 1,86 Mio. |                 |             | 8,1 %           |
| 3       | 8      | Sonntag, 17:55 – 18:55 Uhr  | 20. Sep. 2015 (So. 17:55 – 19:55 Uhr) | 8. Nov. 2015 (So. 17:55 – 19:55 Uhr)  | 1,79 Mio. | 0,88 Mio.       | 7,7 %       | 10,9 %          |
| 4       | 8      | Sonntag, 17:55 – 18:55 Uhr  | 11. Sep. 2016 (So. 16:45 – 18:55 Uhr) | 30. Okt. 2016 (So. 16:45 – 18:55 Uhr) |           |                 |             | 13,5 % Q        |
| 5       | 8      | Sonntag, 17:55 – 18:55 Uhr  | 10. Sep. 2017 (So. 17:45 – 19:55 Uhr) |                                       |           |                 |             |                 |

Spezialfolgen
| Titel                                     | Datum         | Sendeplatz                  | Zuschauer | Zuschauer       | Marktanteil | Marktanteil     |
| Titel                                     | Datum         | Sendeplatz                  | Gesamt    | 14 bis 49 Jahre | Gesamt      | 14 bis 49 Jahre |
| ----------------------------------------- | ------------- | --------------------------- | --------- | --------------- | ----------- | --------------- |
| Das große Promibacken – Osterspezial      | 20. Mär. 2016 | Sonntag, 17:45 – 19:55 Uhr  | 1,56 Mio. |                 |             | 8,3 % Q         |
| Das große Promibacken – Weihnachtsspezial | 30. Nov. 2016 | Mittwoch, 20:15 – 22:55 Uhr | 1,81 Mio. |                 |             | 10,5 % Q        |

## Merchandising
Im Frühjahr 2014 erschien das Siegerbuch Köstlich bis zum letzten Krümel. Süße & herzhafte Backideen für alle Jahreszeiten, Lieblingsrezepte von Heike Kahnt, Deutschlands bester Hobbybäckerin (Das große Backen) als E-Book. Die gebundene Ausgabe war nur in geringer Anzahl als einmalige Promo-Aktion bei Sanella erhältlich.
Das große Backen: Deutschlands beste Hobbybäckerin – Das Siegerbuch 2014 und Das große Backen: Deutschlands beste Hobbybäckerin – Das Siegerbuch 2015 sowie Das große Backen: Deutschlands beste Hobbybäckerin – Das Siegerbuch 2016 erschienen jeweils am 18. Dezember 2014 und am 9. November 2015 sowie am 31. Oktober 2016 im Verlag icook2day.